# John Moshoeu
John "Shoes" Moshoeu (Soweto, 18 december 1965 – Johannesburg, 21 april 2015) was een Zuid-Afrikaans voetballer die actief was bij AmaZulu FC Durban. Hij kwam in het verleden uit voor Zuid-Afrikaanse en Turkse clubs. Moshoeu speelde als aanvallende middenvelder.

## Clubcarrière
Moshoeu begon zijn professionele loopbaan in 1988 bij Kaizer Chiefs. Vijf jaar later, in 1993, vertrok hij naar Turkije om achtereenvolgens te spelen voor Gençlerbirliği, Kocaelispor, Fenerbahçe SK en Bursaspor. In Turkije wist Moshoeu 226 competitiewedstrijd te spelen. De Zuid-Afrikaan, bijgenaamd Shoes, scoorde 47 keer in die 226 wedstrijden.
In 2002 keerde Moshoeu terug naar zijn vaderland, waar hij opnieuw uitkwam voor Kaizer Chiefs. Sinds 2006 speelde hij voor AmaZulu FC Durban.

## Interlandcarrière
Moshoeu heeft 73 interlands gespeeld voor Zuid-Afrika en trof in die 73 wedstrijden achtmaal doel. Moshoeu nam met zijn land deel aan het wereldkampioenschap voetbal in 1998.

## Overlijden
"Shoes" overleed op 49-jarige leeftijd aan longkanker.